# Campionati europei di atletica leggera 2018 - Lancio del martello femminile
Il lancio del martello femminile ai Campionati europei di atletica leggera 2018 si è svolto il 10 e il 12 agosto 2018.

## Podio
| Oro     | Anita Włodarczyk Polonia    |
| Argento | Alexandra Tavernier Francia |
| Bronzo  | Joanna Fiodorow Polonia     |

## Record
Prima di questa competizione, il record del mondo (RM), il record europeo (EU) ed il record dei campionati (RC) sono i seguenti:
| Record                | Prestazione | Atleta                   | Data                             | Competizione |
| --------------------- | ----------- | ------------------------ | -------------------------------- | ------------ |
| Record mondiale       | 82,98 m     | Anita Włodarczyk Polonia | 28 agosto 2016 Varsavia, Polonia |              |
| Record europeo        | 82,98 m     | Anita Włodarczyk Polonia | 28 agosto 2016 Varsavia, Polonia |              |
| Record dei campionati | 78,76 m     | Anita Włodarczyk Polonia | 15 agosto 2014 Zurigo, Svizzera  | Europei 2014 |

## Risultati

### Qualificazione
Si qualificano alla finale le atlete che lanciano 70,00 m (Q) o le dodici migliori misure (q).
| Pos | Gruppo | Atleta               | Nazionalità                 | 1ª prova | 2ª prova | 3ª prova | Risultato | Note |
| --- | ------ | -------------------- | --------------------------- | -------- | -------- | -------- | --------- | ---- |
| 1   | B      | Anita Włodarczyk     | Polonia                     | 69,81    | 75,10    |          | 75,10     | Q    |
| 2   | B      | Hanna Skydan         | Azerbaigian                 | 74,02    |          |          | 74,02     | Q    |
| 3   | B      | Alexandra Tavernier  | Francia                     | 72,88    |          |          | 72,88     | Q    |
| 4   | A      | Hanna Malyshchyk     | Bielorussia                 | 72,39    |          |          | 72,39     | Q    |
| 5   | A      | Joanna Fiodorow      | Polonia                     | 71,46    |          |          | 71,46     | Q    |
| 6   | B      | Malwina Kopron       | Polonia                     | x        | 71,14    |          | 71,14     | Q    |
| 7   | B      | Sofiya Palkina       | Atleti Neutrali Autorizzati | 69,21    | 69,74    | 69,49    | 69,74     | q    |
| 8   | B      | Réka Gyurátz         | Ungheria                    | x        | 69,45    | –        | 69,45     | q    |
| 9   | B      | Iryna Klymets        | Ucraina                     | 68.40    | x        | 69,44    | 69,44     | q    |
| 10  | A      | Zalina Petrivskaya   | Moldavia                    | x        | 69,17    | 69,04    | 69,17     | q    |
| 11  | B      | Sophie Hitchon       | Gran Bretagna               | x        | 68,69    | x        | 68,69     | q    |
| 12  | A      | Kathrin Klaas        | Germania                    | 66,12    | 68,64    | x        | 68,64     | q    |
| 13  | A      | Yelizaveta Tsareva   | Atleti Neutrali Autorizzati | 67,40    | 66,50    | 68,35    | 68,35     |      |
| 14  | B      | Kıvılcım Kaya        | Turchia                     | 67,72    | 66,86    | 68,10    | 68,10     |      |
| 15  | A      | Stamatia Skarvelis   | Grecia                      | 67,08    | 67,97    | x        | 67,97     |      |
| 16  | B      | Anna Maria Orel      | Estonia                     | 67,22    | 64,14    | 65,17    | 67,22     |      |
| 17  | B      | Ida Storm            | Svezia                      | 64,52    | 65,22    | 66,66    | 66,66     |      |
| 18  | A      | Martina Hrašnová     | Slovacchia                  | x        | x        | 66,37    | 66,37     |      |
| 19  | A      | Bianca Perie-Ghelber | Romania                     | x        | 65,77    | 66,17    | 66,17     |      |
| 20  | A      | Inga Linna           | Finlandia                   | 63,11    | 63,77    | 65,46    | 65,46     |      |
| 21  | B      | Krista Tervo         | Finlandia                   | 61,39    | 65,37    | x        | 65,37     |      |
| 22  | A      | Kateřina Šafránková  | Rep. Ceca                   | x        | 64,64    | 64,85    | 64,85     |      |
| 23  | A      | Iryna Novozhylova    | Ucraina                     | x        | 64,70    | x        | 64,70     |      |
| 24  | B      | Marina Nichișenco    | Moldavia                    | x        | 62,22    | 64,37    | 64,37     |      |
| 25  | A      | Anamari Kožul        | Croazia                     | x        | 62,55    | 60,40    | 62,55     |      |
| 26  | B      | Nicole Zihlmann      | Svizzera                    | 60,64    | x        | 61,67    | 61,67     |      |
| 27  | A      | Alyona Shamotina     | Ucraina                     | x        | 61,51    | 61,66    | 61,66     |      |
| 28  | A      | Éva Orbán            | Ungheria                    | x        | x        | 59,16    | 59,16     |      |

### Finale
| Pos     | Atleta              | Nazionalità                 | 1ª prova | 2ª prova | 3ª prova | 4ª prova | 5ª prova | 6ª prova | Risultato | Note                                     |
| ------- | ------------------- | --------------------------- | -------- | -------- | -------- | -------- | -------- | -------- | --------- | ---------------------------------------- |
| Oro     | Anita Włodarczyk    | Polonia                     | 69,35    | 76,50    | 77,82    | 78,94    | 78,55    | 77,71    | 78,94     | Record dei campionati                    |
| Argento | Alexandra Tavernier | Francia                     | 74,78    | 69,49    | 70,74    | 68,35    | 73,92    | 74,20    | 74,78     | Record nazionale                         |
| Bronzo  | Joanna Fiodorow     | Polonia                     | 69,55    | 71,41    | 74,00    | 73,72    | 71,70    | x        | 74,00     |                                          |
| 4       | Malwina Kopron      | Polonia                     | x        | x        | 72,20    | 71,53    | x        | x        | 72,20     |                                          |
| 5       | Hanna Skydan        | Azerbaigian                 | x        | 67,22    | 71,92    | 68,55    | 71,42    | 72,10    | 72,10     |                                          |
| 6       | Zalina Petrivskaya  | Moldavia                    | 70,98    | 70,65    | 71,80    | 70,53    | 71,00    | x        | 71,80     |                                          |
| 7       | Kathrin Klaas       | Germania                    | x        | 66,49    | 70,66    | x        | 71,50    | x        | 71,50     | Miglior prestazione personale stagionale |
| 8       | Sophie Hitchon      | Gran Bretagna               | 68,80    | x        | 70,52    | x        | x        | x        | 70,52     |                                          |
| 9       | Réka Gyurátz        | Ungheria                    | 69,51    | 70,48    | 69,85    |          |          |          | 70,48     |                                          |
| 10      | Sofiya Palkina      | Atleti Neutrali Autorizzati | 68,64    | x        | 67,46    |          |          |          | 68,64     |                                          |
| 11      | Iryna Klymets       | Ucraina                     | x        | 66,42    | 68,11    |          |          |          | 68,11     |                                          |
|         | Hanna Malyshchyk    | Bielorussia                 | x        | x        | x        |          |          |          | nm        |                                          |